# Route 218 (Nouveau-Brunswick)
Pour les articles homonymes, voir Route 218.
La route 218 est une courte route locale du Nouveau-Brunswick située dans le Nord-Ouest de la province, longue de 1,5 kilomètre, reliant la route 2 au Maine, suivant le fleuve Saint-Jean. Elle est pavée sur toute sa longueur.

## Tracé
La 218 débute au poste douanier d'Hamlin, à la frontière entre le Canada et les États-Unis, comme la suite de la route 218 au Maine. Elle ne fait que suivre la rivière Saint-Jean pendant 1,5 kilomètre, puis prend la rue Ouelette dans Grand Falls, pour rejoindre la sortie 79 de la route 2, où elle se termine. 

## Intersections principales
| Route 218       |                         |     |                                                                      |                                                  |
| Comté           | Location                | km  | Intersection/Destinations                                            | Notes                                            |
| Victoria        | Grand-Sault/Grand Falls | 0   | Frontière Canado-Américaine, ME 218 ouest, Hamlin (Maine), Van Buren | Début de la 218; poste douanier ouvert 24h/24    |
| Victoria        | Grand-Sault/Grand Falls | 1.5 | Rue Main est, Grand Falls centre                                     | la 218 bifurque vers le sud, sur la rue Ouelette |
| Victoria        | Grand-Sault/Grand Falls | 1.8 | R-2, Edmundston, Woodstock, Fredericton                              | Sortie 79 de la 2; fin de la 218                 |
| Bleu: Échangeur |                         |     |                                                                      |                                                  |